# Voadeira

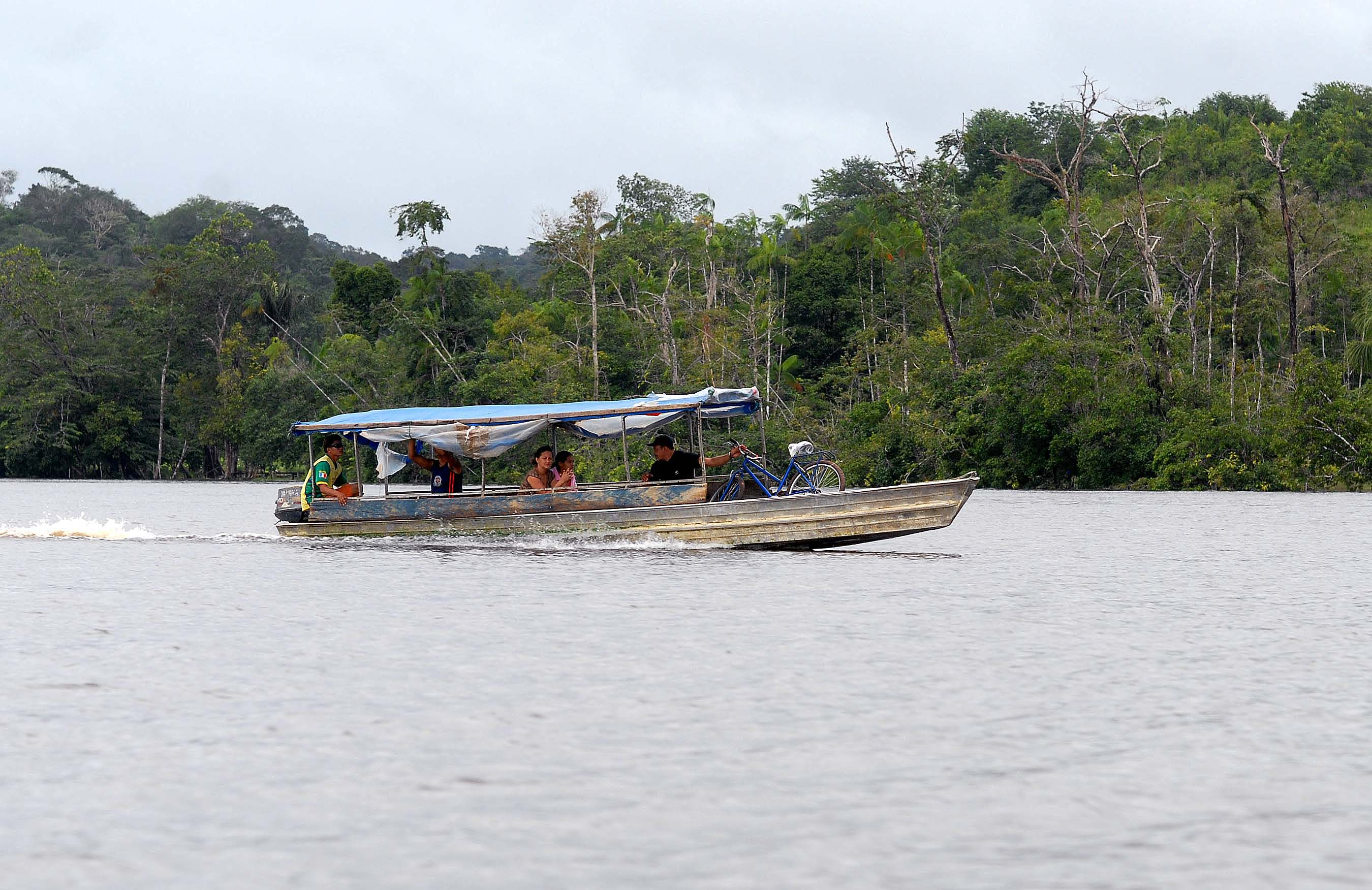
Voadeira no Rio Oiapoque, na fronteira entre o Brasil e a Guiana Francesa.

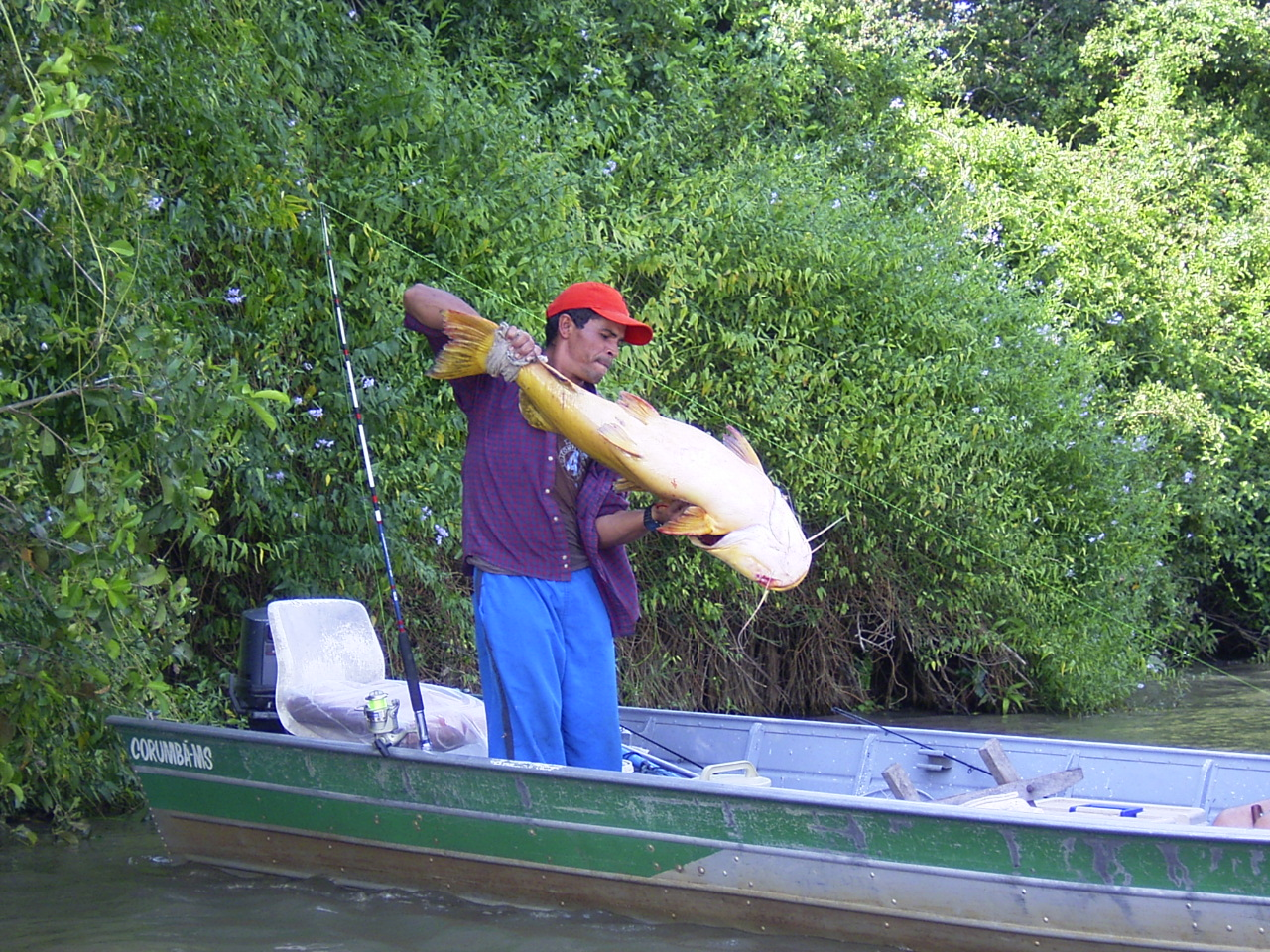
Pescador segurando um bagre a bordo de uma voadeira no Pantanal brasileiro.

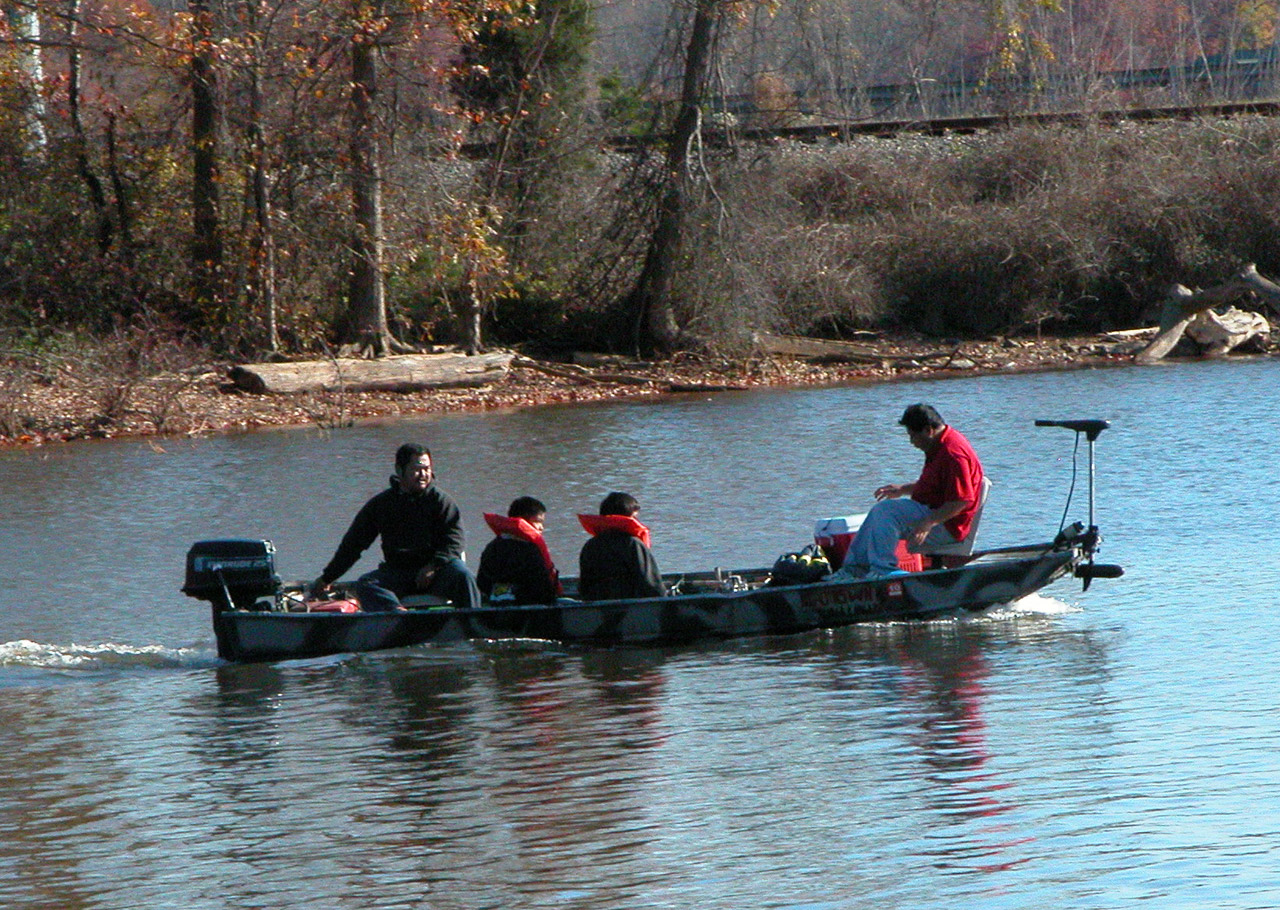
Voadeira em um lago na Carolina do Norte, nos Estados Unidos.

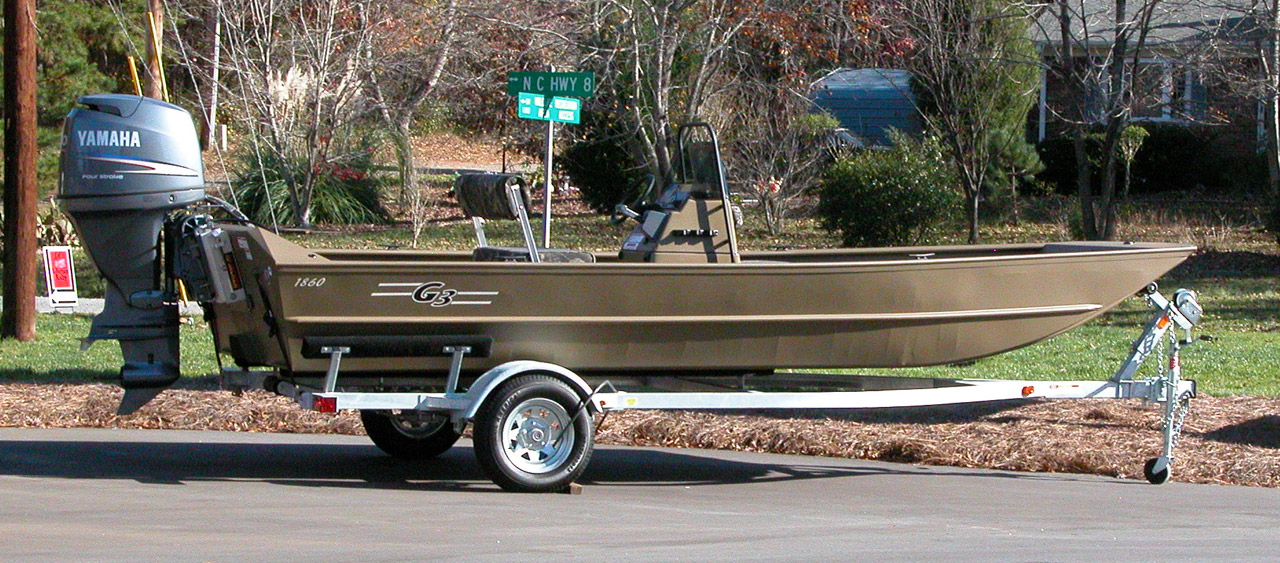
Voadeira com controle automatizado na Carolina do Norte, nos Estados Unidos.

A Voadeira é uma embarcação movida a motor com estrutura e casco de metal, geralmente alumínio, a maioria composta com motor de popa.
É largamente utilizada no transporte fluvial e em pescarias, sendo um meio de transporte bastante comum na Amazônia, no Cerrado brasileiro e no Pantanal. A voadeira também é utilizada como embarcação de auxílio em portos fluviais, ancoradouros ou até mesmo em grandes embarcações fluviais, sendo que esta é uma embarcação leve e que pode ser transportada com facilidade. É uma embarcação bastante semelhante ao esquife, sendo que no entanto, a voadeira é adaptada apenas para águas interiores tais como rios, lagos, lagoas, áreas alagadas e represas.